# Прееклампсія
Прееклампсі́я — це мультисистемний розлад вагітності, що характеризується появою високого кров'яного тиску та часто значною кількістю білка в сечі. Цей стан починається після 20 тижнів вагітності. У важких випадках може спостерігатися розпад еритроцитів, низька кількість тромбоцитів, порушення функції печінки, дисфункція нирок, набряки, задишка через рідину в легенях або розлади зору. Прееклампсія підвищує ризик небажаних і летальних наслідків як для матері, так і для плоду, включаючи передчасні пологи. Якщо його не лікувати, це може призвести до судом, які називаються еклампсією.
Фактори ризику прееклампсії включають ожиріння, артеріальну гіпертензію в анамнезі, літній вік і цукровий діабет. Вона також частіша при першій вагітності жінки та якщо вона виношує двійню. Механізми, що лежать в основі, є складними і включають серед інших факторів аномальне утворення кровоносних судин у плаценті. Більшість випадків діагностуються до пологів і можуть бути класифіковані залежно від тижня вагітності під час пологів. Зазвичай прееклампсія продовжується в період після пологів, і тоді називається післяпологовою прееклампсією. Рідко прееклампсія може початися в період після пологів. Хоча історично для встановлення діагнозу були потрібні як високий кров'яний тиск, так і білок у сечі, деякі визначення також включають пацієнтів з гіпертонією та будь-якою пов'язаною з нею дисфункцією органів. Артеріальний тиск вважається високим, якщо систолічний тиск перевищує 140  мм рт.ст або діастолічний — 90 мм рт.ст., у два різні періоди часу з інтервалом понад чотири години у жінки після двадцяти тижнів вагітності. Регулярна перевірка на прееклампсію є частиною допологового догляду.
Рекомендації щодо профілактики включають: аспірин для осіб з високим ризиком, добавки кальцію в регіонах з низьким споживанням і лікування попередньої гіпертонії за допомогою ліків. У пацієнтів з прееклампсією ефективним лікуванням є народження дитини та плаценти, але повне відновлення може тривати кілька днів або тижнів. Рекомендація пологів залежить від важкості прееклампсії та терміну вагітності. Ліки для зниження артеріального тиску, такі як лабеталол і метилдопа, можуть бути використані для поліпшення стану матері перед пологами. Сульфат магнію може бути використаний для запобігання еклампсії у пацієнтів з важким захворюванням. Постільний режим і обмеження споживання солі не були визнані корисними ні для лікування, ні для профілактики.
Прееклампсія вражає 2–8 % вагітностей у всьому світі. Гіпертензивні розлади вагітності (до яких відноситься прееклампсія) є однією з найпоширеніших причин смерті вагітних. Вони призвели до 46 900 смертей у 2015 році. Прееклампсія зазвичай виникає після 32 тижнів; однак, якщо вона починається раніше, ймовірнішими стають гірші наслідки. Жінки, які мали прееклампсію, мають підвищений ризик високого кров'яного тиску, серцевих захворювань та інсульту в подальшому житті. Крім того, люди з прееклампсією можуть мати менший ризик раку молочної залози.